# Prodicus macchiae
Prodicus macchiae är en mångfotingart som beskrevs av Karl Wilhelm Verhoeff 1930. Prodicus macchiae ingår i släktet Prodicus och familjen Anthroleucosomatidae. Inga underarter finns listade i Catalogue of Life.